# Unai Intziarte
Intziarte  Muñoz est un nom espagnol. Le premier nom de famille, en général paternel, est Intziarte ; le second, en général maternel, souvent omis, est Muñoz.
Unai Intziarte Muñoz, né le 16 mai 1991, à Saint-Sébastien, est un coureur cycliste espagnol.

## Biographie
Lors de la saison 2014, il se distingue en remportant le classement final de la Coupe d'Espagne amateurs,. Il s'impose également sur le championnat régional du Pays basque à'Ataun. 
Il passe finalement professionnel en 2015 au sein de l'équipe continentale Murias Taldea. Non conservé, il redescend chez les amateurs en 2016 dans le club Aldro, dirigée par Manolo Saiz.

## Palmarès
- 2012
  - 3e du Mémorial José María Anza
- 2014
  - Vainqueur de la Coupe d'Espagne de cyclisme
  - Champion du Pays basque sur route
  - San Martín Proba
  - 2e du Trophée Guerrita
- 2016
  - 3e du Gran Premio San José

## Classements mondiaux
| Année           | 2015   |
| --------------- | ------ |
| UCI Europe Tour | 1 013e |